# Los Angeles Railway
Los Angeles Railway (również Yellow Cars, LARy, później Los Angeles Transit Lines) – system tramwajowy który działał w Los Angeles w Kalifornii od roku 1901 do 1963. Tramwaje tej firmy przewiozły więcej pasażerów niż wagony tramwajowe należące do Pacific Electric Railway „czerwone wagony” które woziły pasażerów na znacznie większym terenie. Tramwaje należące do firmy Los Angeles Railway jeździły po torach o rozstawie szyn 1067 mm zaś tramwaje Pacific Electric Railway po torowiskach o rozstawie 1435 mm, na Hawthorne Boulevard, Main Street i 4th Street dzieliły wspólne odcinki torów.

## Historia

### Wczesne lata
System został zakupiony przez magnata kolejowego Henry’ego Huntingtona w roku 1898, natomiast w 1901 rozpoczął on funkcjonowanie. Sieć tramwajowa w swym największym rozkwicie składała się z 20 linii tramwajowych i 1250 tramwajów, większość tras przebiegała przez śródmieście i sąsiadujące z nim dzielnice takie jak Echo Park, Westlake, Hancock Park, Exposition Park, West Adams, District Crenshaw, Vernon, Boyle Heights i Lincoln Heights.

Mapa sieci tramwajowej ze zaznaczonymi liniami ponumerowanymi, po roku 1920.

### Późne lata
Sieć została sprzedana w roku 1945 przez firmę Huntingtona firmie National City Lines, która kupowała systemy tramwajowe w Stanach Zjednoczonych. Ta spółka i jej inwestorzy do których należeli: Firestone Tire, Standard Oil California, (obecnie Chevron Corporation), General Motors później zostały skazane za spisek który miał na celu uzyskanie monopolu na sprzedaż i produktów związanych z lokalnymi firmami tranzytowymi kierowanymi przez National City Lines i inne firmy co przeszło do historii jako wielki amerykański skandal tramwajowy. W następnym roku National City Lines zakupiły zarówno Key System, jak również i inne systemy tramwajowe w Kalifornii, a także ostatnie linie tramwajowe Pacific Electric Railway w 1953 roku. Nazwa firmy została zmieniona na Los Angeles Transit Lines. Nowe przedsiębiorstwo wprowadziło czterdzieści nowych trolejbusów typu ACF - Brill które były na początku przeznaczone do obsługi sieci trolejbusowej, Key System, w Oakland, która później została przemianowana przez National City Lines pod koniec 1948 roku, na sieć autobusową.
Dużo linii tramwajowych zostało przekształconych na autobusowe w późnych latach czterdziestych i pięćdziesiątych.
Spisek antytramwajowy został przedstawiony w filmie pod tytułem Kto wrobił królika Rogera?.

## Schyłek
Ostatnie linie tramwajowe zostały przejęte przez Los Angeles County Metropolitan Transportation Authority (poprzednik obecnego operatora Los Angeles County Metropolitan Transportation Authority) wraz z resztą linii tramwajowych Pacific Electric Railway w roku 1958. Operator zlikwidował pozostałe pięć linii tramwajowych
(J, P, R, S, V) i dwie linie trolejbusowe (2 i 3) zastępując je autobusowymi w dniu 31 marca 1963 roku.

## Plany przywrócenia klasycznej sieci tramwajowej
W maju 2011 Los Angeles County Metropolitan Transportation Authority, miasto Los Angeles i kilka zainteresowanych osób zaczęło przeprowadzać badania, a także organizować spotkania z mieszkańcami na temat różnych możliwości odbudowy tradycyjnego systemu tramwajowego na obszarze śródmieścia Los Angeles. Przywrócenie klasycznej komunikacji tramwajowej może przyczynić się też do rewitalizacji historycznego centrum miasta w Downtown Los Angeles, dzięki łatwiejszemu dojazdowi ludzi do zakładów pracy, centrów handlowych, instytucji kulturalnych, zabytków i miejsc rozrywki w obrębie badanego obszaru projektu. Przewiduje się, że odbudowa sieci tramwajowej podkreśli ogólne odrodzenie się centrum miasta na terenie Downtown Los Angeles.

## Lista linii

Sieć Los Angeles Railway (Yellow Cars) (wersja interaktywna)

| Linia | Trasa |
| ----- | --- |
| 2     | Echo Park – Belmont Avenue - Loma Drive - 3rd Street – Flower Street - 5th Street - Broadway – Pasadena Avenue - Avenue 26 - Griffin Avenue - Montecito Heights |
| 3     | Skid Row – 5th Street - 6th Street - private ROW - 3rd Street - Larchmont Boulevard - Hollywood |
| 5 i 6 | Hawthorne – Hawthorne Boulevard – private ROW - Crenshaw Boulevard – Leimert Boulevard - Martin Luther King Boulevard - Grand Avenue - Jefferson Boulevard – Main Street - Broadway - Pasadena Avenue - Avenue 20 – Figueroa Street – Cypress Avenue - Eagle Rock Boulevard - Colorado Boulevard – Eagle Rock |
| 7     | South Los Angeles Broadway - Main Street – Spring Street - Los Angeles Plaza Historic District |
| 8     | Leimert Park – 54th Street - Broadway - Main Street - Spring Street – Los Angeles Plaza Historic District |
| 9     | Leimert Park – 48th Street - Hoover Street - Grand Avenue - Pico Boulevard – Broadway - 2nd Street - Wholesale District |
| 10    | Leimert Park – Vernon Avenue - Dalton Avenue - Martin Luther King Boulevard - Grand - Pico Boulevard – Broadway - Lincoln Park Avenue - Lincoln Heights |
| A     | Mid City – Adams Boulevard - Kensington Street - Venice Boulevard – Broadway - Temple Street – Edgeware Road - Douglas Street - Echo Park |
| B     | Nevin Ascot Avenue – Hooper Avenue - 12th Street - Main Street - Brooklyn Avenue - Evergreen Avenue - Wabash Avenue - City Terrace Drive - City Terrace |
| D     | Westlake – Bonnie Brae Street - 3rd Street - Alvarado Street - 6th Street - 5th Street |
| F     | Athens Vermont Avenue - Hoover Street - Santa Barbara Avenue - Grand Avenue – Jefferson Boulevard – Main Street - 3rd Street - 4th Place - 4th Street - Fresno Street - Boyle Heights |
| G     | Nevin – McKinley Avenue - Jefferson Boulevard – Griffith Avenue - Washington Boulevard - Main Street South Park |
| H     | South Los Angeles – San Pedro Street – 7th Street - Broadway - 6th Street - Rampart Boulevard - Beverly Boulevard - Heliotrope Drive - Melrose Avenue |
| J     | Jefferson Park – Jefferson Boulevard - Central Avenue - Vernon Avenue - Pacific Boulevard – Huntington Park |
| K     | Nevin – Naomi Avenue - Olympic Boulevard – South Park |
| L     | Koreatown – 8th Street - 9th - Street South Park |
| N     | South Los Angeles – Main Street - Lincoln Heights |
| P     | Mid-City – Pico Boulevard – Main Street - 1st Street – Gage Avenue - Hammel Street - Record Avenue - City Terrace |
| R     | Hancock Park – 3rd Street - Vermont Avenue - 7th Street - Boyle Avenue - Whittier Boulevard – East Los Angeles |
| S     | Watts – Central Avenue- Florence Avenue – Avalon Boulevard – Vernon Avenue- Vermont Street- 3rd Street- East Hollywood - Western Avenue |
| U     | Nevin – Central Avenue - Jefferson Boulevard - Vermont Street - 27th Street West Adams |
| V     | Nevin – Santa Fe Avenue - 7th Street - Vermont Street - East Hollywood |
| W     | Mid-City – Washington Boulevard - Figueroa Street - 6th Street - Broadway - Avenue 20 - Figueroa Street - York Boulevard - Highland Park |

Do systemu Los Angeles Railway należały także dwie krótkie linie kolei linowo- terenowej: Angels Flight na 3rd Street pomiędzy Hill Street a Olive Street i mniej znana Court Flight na Court pomiędzy Broadway a Hill Street.

## Przypisy

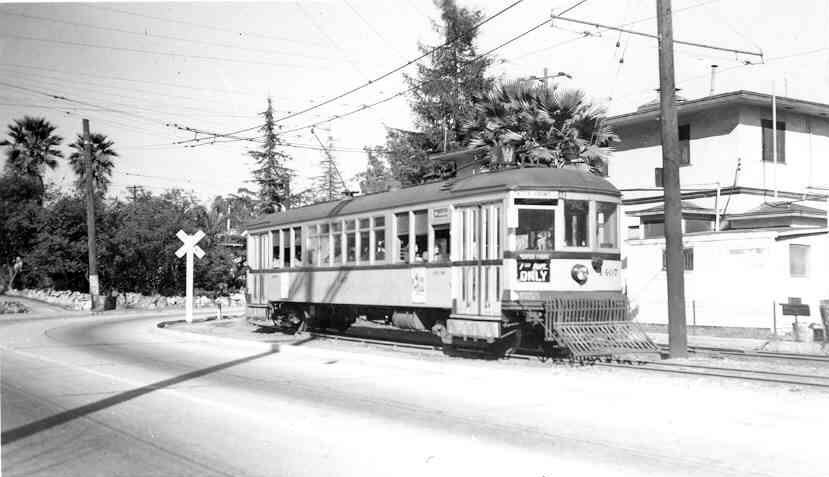
Wagon tramwajowy nr boczny 1407, skręca w Marmion Way